# 津田京子
津田 京子（つだ きょうこ、1948年2月14日  - 2010年11月1日）は、日本の女優。本名：助川 京子（すけがわ きょうこ）。旧姓名は芸名と同じ。
東京都出身。出生地は千葉県。頌栄女子学院高等学校卒業。劇団民藝に所属していた。

## 来歴
1966年、高校卒業と同時に劇団民藝俳優学校に入り、『イルクーツク物語』、『ベニスの商人』などの舞台に出演する。
1968年、数本のテレビドラマ出演を経て、NHKのドラマ『あひるの学校』に、芦田伸介演じる三津田俊彦の三女・三津田妙子役でレギュラー出演。当時の紹介記事では「舞台の演技と全く違うので、とにかく無我夢中です」と述べている。
本作終了後は、『花は花よめ』（1971年、日本テレビ）のレギュラー出演をはじめとしたテレビドラマや、『二十歳の原点』（1973年）、『あゝ野麦峠』（1979年）などの映画、『星の牧場』、『リリオム』などの舞台に出演。この間に民藝の劇団員と結婚している。
仕事場と家の往復以外に人に接する機会を作るため、集会の司会を引き受けていた。1972年の紹介記事では「テレビに出ていると、それがきっかけで見知らぬ人と話ができる」と述べている。
2010年11月1日、膵臓癌のため東京都内の病院で死去。62歳没。

## 出演

### テレビドラマ
- あひるの学校（1968年 - 1969年、NHK） - 三津田妙子
- 鬼平犯科帳 第1シリーズ 第45話「夜鷹殺し」（1970年、NET / 東宝） ‐ 千沙
- 涙の河をふり返れ~艶歌より（1971年、YTV）
- 花は花よめ 第1・第2シリーズ（1971年 - 1973年、NTV） - 照子
- 女ですもの（1972年、NTV） - サチ子
- 太陽にほえろ!（NTV・東宝）
  - 第65話「マカロニを殺したやつ」（1973年） - 木村夏子
  - 第136話「生命を燃やす時」（1975年） - 竹田妙子
  - 第183話「金庫破り」（1976年） - 塚原梨江
  - 第217話「スコッチ刑事登場!」（1976年） - 宮本弘子
- サインはV 第14話 - 第16話（1974年、TBS） - 岩崎弘子
- 池田大助捕物日記 第12話「おやじの十手」（1974年、KTV）
- 子連れ狼2 第7話「狼来たりなば」（1974年、NTV） - お邦
- 必殺仕置屋稼業 第9話「一筆啓上偽善が見えた」（1975年、ABC） - おきく
- 影同心II 第2話「つぼみで落ちた白い菊」（1975年、MBS・東映） - おしん
- 俺たちの朝 第5話「ヌケと親父と男の涙」（1976年、NTV） - かずみ
- Gメン'75 第83話「師走-スリも走る刑事も走る」（1976年、TBS・東映） - 森川民子
- 新・必殺仕置人第30話「夢想無用」（1977年、ABC） - おたみ
- 江戸の旋風Ⅱ （1977年、CX）
- 女の一生（1979年、TBS）
- 時代劇スペシャル「女盗賊忍び舞い」（1983年、CX・東宝） - お美代の方
- 火曜サスペンス劇場「ガラスの家族」（1985年、NTV）
- 土曜ワイド劇場（ANB~EX）
  - 高橋英樹の船長シリーズ「愛と死の殺人航路」（1994年）
  - 森村誠一の終着駅シリーズ「霧笛の余韻・小樽不倫の旅、死の匂いのする女」（2004年） - 秋田圭子
- けったいな人々（NHK）

### 映画
- 橋のない川（1969年、ほるぷ映画） - 杉本まちえ
- 二十歳の原点（1973年、東宝） - 松田
- オレンジロード急行（1978年、松竹） - 西山敦子
- あゝ野麦峠（1979年、東宝） - 木谷やえ

### 舞台
- 二人の長い影
- スポイルズ・オブ・ウォー
- オットーと呼ばれる日本人
- かの子かんのん
- 星の牧場

### 吹き替え
- 007 ドクター・ノオ（ゼナ・マーシャル）
- 刑事コロンボ 野望の果て（タイシャ・ステアリング）
- 不思議な村　(キム・ダービー)

### CM
- 三共製薬（現・第一三共ヘルスケア） 風邪薬「ルル」